# 181136 Losonczrita
181136 Losonczrita è un asteroide della fascia principale. Scoperto nel 2005, presenta un'orbita caratterizzata da un semiasse maggiore pari a 3,0286080 UA e da un'eccentricità di 0,1390303, inclinata di 10,94416° rispetto all'eclittica.
L'asteroide è dedicato a Rita Losoncz, fidanzata di uno degli astronomi del gruppo autore della scoperta.